# (367633) Shargorodskij
(367633) Shargorodskij est un astéroïde de la ceinture principale.

## Description
(367633) Shargorodskij est un astéroïde de la ceinture principale. Il fut découvert le 11 novembre 2009 à Zelenchukskaya Station par Timur V. Kryachko. Il présente une orbite caractérisée par un demi-grand axe de 2,82 UA, une excentricité de 0,04 et une inclinaison de 5,9° par rapport à l'écliptique.

## Compléments